# Avirostrum grisea
Avirostrum grisea là một loài bướm đêm trong họ Erebidae.